# منتخب سلوفاكيا لكأس ديفيز
منتخب سلوفاكيا لكأس ديفيز (بالسلوفاكية: Slovenský daviscupový tím)‏ هو ممثل سلوفاكيا الرسمي في كرة المضرب في كأس ديفيز.